# Centromerus latidens
Centromerus latidens är en spindelart som först beskrevs av James Henry Emerton 1882.  Centromerus latidens ingår i släktet Centromerus och familjen täckvävarspindlar. Inga underarter finns listade i Catalogue of Life.